# オウル湖
オウル湖 (Oulujärvi)はフィンランド中部にある湖。カイヌー県南西部にあり、北西部が北ポフヤンマー県に属する。湖面の標高は約122m、平均水深は7mである。面積は約928km2であり、フィンランドでは5番目の大きさの湖となっている。大陸氷床によって侵食された地盤に形成された湖であるため、湖岸線は複雑で、島も多く持っている。湖水は北西にある町ヴァーラ付近のオウル川から、ボスニア湾方面へ流出している。
かつては、全域がカイヌー県に含まれていたが、カイヌー県最西の町・ヴァーラが2016年1月1日に北ポフヤンマー県に移籍したことで、オウル湖の一部も北ポフヤンマー県に属することとなった。なお、オウル湖はカヤーニ、パルタモ、ヴァーラの3自治体の町域に含まれており、湖全体の約40%がヴァーラに含まれる。